# ذلب أسطواني
ذلب أسطواني (الاسم العلمي:Sansevieria cylindrica) هو نوع من النباتات يتبع جنس الذلب من الفصيلة الهليونية.